# La Ligue des justiciers : Dieux et Monstres
Pour les articles homonymes, voir Gods and Monsters.
Pour plus de détails, voir Fiche technique et Distribution.
La Ligue des justiciers : Dieux et Monstres (Justice League: Gods and Monsters) est un film d'animation américain réalisé par Sam Liu, sorti directement en vidéo en 2015, 24e film de la collection DC Universe Animated Original Movies.
Le film présente une histoire alternative de la Ligue des justiciers, dans une réalité parallèle où Superman, Batman et Wonder Woman n'hésitent pas à tuer pour rendre la justice et où ils sont craints par l'humanité. Une websérie intitulée Justice League: Gods and Monsters Chronicles et diffusée en 2015, introduit ces personnages dans cette réalité alternative.

## Synopsis
Dans un univers alternatif non spécifié, la Ligue de justice est une force brutale qui maintient l'ordre sur Terre. Les membres de cette ligue sont Batman (Dr Kirk Langstrom), Wonder Woman (Bekka (en)) et Superman (Hernan Guerra, fils du général Zod). Le manque de responsabilité de la Ligue de justice est contesté par les gouvernements du monde à la suite de la mort suspecte de trois scientifiques de renom: Victor Fries, qui a été vidé de son sang dans l'Arctique; Ray Palmer, qui a été coupé en deux avec une arme tranchante; et Silas Stone, qui a été brûlé vif par l'énergie de la vision thermique avec son jeune fils Victor Stone. Quand la suspicion tombe sur la Ligue de justice, la présidente Amanda Waller demande qu'ils coopèrent avec l'enquête du gouvernement. Wonder Woman parle à Steve Trevor pour apprendre ce que le gouvernement sait pendant que Superman invite Lois Lane au Quartier Général de la Ligue de justice, où il lui parle de ses objectifs pour aider l'humanité et lui révèle à quel point il connaît peu Krypton ou son héritage.
Batman enquête dans le bureau de Silas Stone et trouve un courriel qui a été envoyé à un certain nombre de scientifiques, y compris le Dr Will Magnus, le meilleur ami et colocataire de Kirk qui a aidé à sa transformation. Resté proche de Magnus et de sa femme, Tina, Batman interroge le médecin sur le "Projet Fair Play", qui implique tous les scientifiques sous la direction de Lex Luthor, mais Magnus ne lui dit rien. Plus tard, Batman localise tous les scientifiques restants discutant de la menace possible pour eux, quand ils sont attaqués par trois assassins robotiques qui voyagent via le Tube de Téléportation. Bien que Batman et les autres membres de la Ligue soient intervenus, les assassins massacrent les scientifiques restants et Tina avant que 'Booming' ne sorte, laissant Magnus, gravement brûlé par une vision thermique de la créature, le seul survivant de l'attaque.
La Ligue des Justiciers emmène Magnus à leur QG la Tour de justice pour récupérer, tandis que Superman vole vers un satellite en orbite autour de la lune où réside Lex Luthor. Ce dernier lui révèle que le Projet Fair Play est un programme d'armes pour détruire la Ligue si nécessaire, tout en révélant qu'il a toutes les informations restantes sur Krypton de la navette de Superman. Luthor lui dit la vérité sur Zod, que Superman avait envisagé comme un héros essayant de sauver son monde. Alors que Superman s'en va, un assassin robotique détruit le satellite, tuant apparemment Luthor. Steve Trevor montre des images satellites de l'explosion et de la présence de Superman à Waller, et elle riposte avec le Projet Fair Play, qui consiste en des troupes et des véhicules armés d'armes énergétiques alimentées par le rayonnement solaire rouge comme le soleil de Krypton.
Superman et Wonder Woman font face à l'armée tandis que Batman reste à l'intérieur de la Tour, où il active le champ de force de la Tour, avec l'idée qu'une fois que Magnus se rétablira, il pourra dégager la Ligue. Tina arrive et subjugue Batman, puis se transforme en robot de métal liquide. Avec Batman retenu par Tin, le robot de Magnus, Tina fait revivre Magnus avec un sérum de nanite organique similaire à celui de Batman, qui l'améliore physiquement et lui donne des pouvoirs de guérison régénératrice. Magnus révèle qu'il a orchestré le cadrage de la Ligue, avec ses assassins robotiques étant en fait les robots Métal armés de la technologie 'Boom Tube' et de l'énergie solaire rouge. Magnus dit à Batman qu'il a l'intention de faire exploser une bombe nanite, avec des nanites microscopiques téléportant des nanites dans chaque personne sur la planète, pour lier énergiquement l'humanité dans un esprit de ruche. Il confesse qu'il a accidentellement tué la vraie Tina dans un accès de rage une nuit au début de leur mariage. Magnus croyait que Tina aimait secrètement Kirk, parce qu'elle suppliait constamment Magnus de trouver un remède pour l'état vampirique de Kirk. Après avoir couvert sa mort, Magnus la remplaça par un duplicata robotique nommé Platinum, capable d'imiter la chair humaine, et rejoignit Fair Play, dans l'intention d'utiliser ses ressources pour financer son projet secret de bombe Nanite. Il sent que ses actions prouvent qu'il n'y a aucun espoir pour l'humanité si même un homme brillant et rationnel comme lui pouvait faire cela à sa propre femme.
Alors que Magnus prépare son arme, Luthor, qui a échappé à l'explosion, se téléporte au beau milieu de la bataille et dit à tout le monde qu'il a découvert le plan de Magnus. Batman détruit Tin et se libère, saisissant l'occasion de laisser tomber le champ de force. Avec Batman en lutte contre Magnus, Wonder Woman fait face à Platinum et Superman affronte les Metal Men, qui fusionnent rapidement en une entité unique, plus puissante. Wonder Woman utilise le tube de son épée pour envoyer du Platinum au soleil, tandis que Superman détruit les Boites Mères à l'intérieur des Metal Men pour les empêcher de quitter avant de les emmener sous terre et de les faire fondre dans la roche fondue. La ligue détruit la bombe (au prix de l'engin de sauvetage kryptonien de Superman) et, après avoir été vaincu par Batman, un Magnus repentant se suicide en se désintégrant avec des nanites.
Une semaine plus tard, la Ligue de justice a été blanchie de tous les méfaits et le monde, avec Lois Lane, les voit différemment. Bekka décide de quitter la Ligue de justice pour faire face à son passé avec Lex Luthor, qui veut explorer d'autres univers après s'être ennuyé avec celui-ci. Avant de partir, Lex Luthor donne à Superman toutes les données sur Krypton et lui dit d'être un « vrai héros ». Le film se termine avec Superman et Batman décidant d'utiliser les données pour aider l'humanité.

## Fiche technique
- Titre original : Justice League: Gods and Monsters
- Titre français : La Ligue des justiciers : Dieux et Monstres
- Réalisation : Sam Liu
- Scénario : Alan Burnett et Bruce Timm, d'après les personnages de DC Comics
- Musique : Frederik Wiedmann
- Direction artistique du doublage original : Andrea Romano
- Montage : Christopher D. Lozinski
- Animation : Moi Animation
- Production déléguée : Bruce Timm et Sam Register
- Production exécutive : Amy McKenna
- Coproduction : Alan Burnett
- Sociétés de production : Warner Bros. Animation et DC Entertainment
- Société de distribution : Warner Home Video
- Pays de production :  États-Unis
- Langue originale : anglais
- Genre : animation, super-héros
- Durée : 76 minutes
- Dates de sortie :
  - États-Unis : 28 juillet 2015
  - France : 23 septembre 2015
- Classification : PG-13 (interdit -13 ans) aux États-Unis

 Sauf indication contraire, les informations mentionnées dans cette section peuvent être confirmées par la base de données cinématographiques IMDb,  présente dans la section « Liens externes ».

## Distribution

### Voix originales
- Benjamin Bratt : Superman / Hernan Guerra
- Michael C. Hall : Batman / Dr Kirk Langstrom
- Tamara Taylor : Wonder Woman / Bekka (en)
- Paget Brewster : Lois Lane
- C. Thomas Howell : Will Magnus (en)
- Jason Isaacs : Lex Luthor
- Dee Bradley Baker : Ray Palmer
- Eric Bauza : Ryan Choi
- Larry Cedar : Pete Ross
- Trevor Devall	: Emil Hamilton (en)
- Dan Gilvezan : Pat Dugan (en)
- Grey Griffin : Tina
- Daniel Hagen : Dr Sivana (en)
- Penny Johnson Jerald : Présidente Amanda Waller
- Richard Chamberlain : le grand-père

### Voix françaises
- Jérôme Rebbot : Superman / Hernan Guerra
- Renaud Marx : Batman / Dr Kirk Langstrom
- Sophie Baranes : Wonder Woman / Bekka
- Véronique Augereau : Lois Lane
- Vincent Ropion : Will Magnus
- Paul Borne : Lex Luthor
- Jean-François Vlérick : Ray Palmer
- Paolo Domingo : Ryan Choi
- Marc Perez : Pete Ross, Pat Dugan, Silas Stone, Dr Sivana
- Thierry Murzeau : Emil Hamilton, Steve Trevor
- Kelvine Dumour : Tina
- Anne Rondeleux : Présidente Amanda Waller, Lara-El

Société de doublage VF : Dubbing Brothers, adaptation VF : Michel Berdah, direction artistique VF : Céline Krief
 Source : voix originales et françaises sur Latourdesheros.com.

## Production
En juillet 2014, lors du San Diego Comic-Con, DC Comics annonce Justice League: Gods and Monsters pour une sortie en été 2015. En avril 2015, l'histoire et les personnages du film sont révélés ainsi que des images dans un court-métrage sur le Blu-ray de Batman vs. Robin.

## Accueil critique
Kofi Outlaw de Screenrant.com donne à La Ligue des justiciers : Dieux et Monstres 5 sur 5 étoiles, louant l'écriture de Timm et Burnett, les scènes de combat et les personnages et le qualifie « d'un must pour tout fan de DC ».
Joshua Yehl du site web IGN donne au film une note de 8,9/10, louant l'excellent concept, l'histoire d'origine de Wonder Woman, le doublage et l'utilisation de la violence.

## Justice League: Gods and Monsters Chronicles
Justice League: Gods and Monsters Chronicles est une websérie créée par Bruce Timm, Alan Burnett et Sam Liu, diffusée en 2015. Elle sert de préquelle au film La Ligue des justiciers : Dieux et Monstres,.

### Première saison (2015)
1. Twisted
Batman est Kirk Langstrom, un vampire qui affronte Harley Quinn, une tueuse en série.
2. Bomb
Superman est le fils de Zod et confronte un Brainiac de petite taille.
3. Big
Wonder Woman est Bekka (en), une New Gods accompagnée de Steve Trevor. Ensemble, ils affrontent Kobra (en) et Giganta en robot géant.

### Deuxième saison (2016)
Les 10 épisodes annoncés n'ont pas été diffusés, la série ayant été mise de côté.